# Nicolaas Cupérus
Nicolas Jan (Nicolaas)[pas clair] Cupérus, né le 20 novembre 1842 à Anvers et mort dans la même ville le 13 juillet 1928, est un homme politique libéral et dirigeant sportif belge.
Il a été commerçant, élu conseiller communal de Anvers, sénateur de l'arrondissement de Anvers dès 1919, cofondateur (1865) et président (1878-1923) de la Ligue belge de gymnastique, cofondateur (1881) et président (1897-1924) de la Fédération internationale de gymnastique, cofondateur (1868) et président (1873-1928) du Cercle populaire de gymnastique. Le temps de la guerre 14-18, il remplace Émile Wambach à la tête du Conservatoire royal d'Anvers.